# Дах Марта Іванівна
Ма́рта Іва́нівна Дах (*12 вересня 1974, м. Львів, УРСР, СРСР) — українська фольклористка, кандидат філологічних наук, викладачка Львівського інституту менеджменту.

## З життєпису і наукова діяльність
Народилась в місті Львові 12 вересня 1974 року.
Закінчила філологічний факультет Львівського державного університету імені Івана Франка.
У 2001 році захистила кандидатську дисертацію «Літературне життя народної балади „Ой не ходи, Грицю…“: проблема олітературення сюжету і жанру» (Львів, науковий керівник Іван Денисюк). Як науковець з'ясувала особливості фольклорного та літературного життя народної балади про отруєння Гриця, простежила трансформацію цієї балади у художню літературу.
Працює викладачем Львівського інституту менеджменту.

## Праця
- Літературне життя народної балади «Ой не ходи, Грицю…»: проблема олітературення сюжету і жанру: Автореф. дис. … канд. філол. наук/Львів. нац. ун-т ім. І. Франка. — Л., 2001. — 19 с.

## Джерело
- І. М. Коваль-Фучило Дах Марта Іванівна // [Українська фольклористична енциклопедія] — С. 235